# 徐敏 (1981年)
徐敏（1981年6月8日—），女，台北人，台湾演员。
主要作品有《超人氣學園》、《愛情風味屋》、《麻辣鮮師》、《雙面教父》、《再見阿郎》等。

## 作品

### 電視劇/網路劇
| 年份   | 頻道 | 劇名                 | 角色                        |
| ------ | ---- | -------------------- | --------------------------- |
| 2001年 | 台視 | 《U-Touch感應拍檔》  | 宋寧兒                      |
| 2002年 | 華視 | 《麻辣鮮師》         | 第一代：邱懷毓 第三代：黃蓉 |
| 2002年 | 民視 | 《超人氣學園》       | 夏雪                        |
| 2002年 | 民視 | 《雙面教父》         | 邱憶華                      |
| 2002年 | 華視 | 《黃春明劇場》--放生 |                             |
| 2002年 | 民視 | 《愛情風味屋》       | 葉希紅                      |
| 2003年 | 台視 | 《再見阿郎》         | 郭靜華                      |

### 電影
| 年份   | 片名 | 角色 |
| ------ | ---- | ---- |
| 2005年 | 蛇咒 | 李红 |

### MV作品
陳司翰 -- 震央

### 廣告代言
青箭口香糖、金飾廣告、菲夢絲、MOTOROLA
2004年 擔任海洋親善大使

## 外部連結
- 徐敏的Facebook專頁
- 徐敏在豆瓣上的资料（简体中文）